# Axel Tetens
Axel Gerhard Vilhelm Tetens (ur. 15 grudnia 1892 w Kopenhadze, zm. 29 kwietnia 1961 tamże) – duński zapaśnik walczący w obu stylach. Dwukrotny olimpijczyk. Zajął piąte miejsce w Antwerpii 1920 i dziewiąte w Paryżu 1924. Walczył w wadze półciężkiej.
Uczestnik mistrzostw świata w 1922. Mistrz Danii w latach 1915, 1917-1919 i 1922.

## Letnie Igrzyska Olimpijskie 1920
| Konkurencja            | Rundy eliminacyjne         | Rundy eliminacyjne    | Rundy eliminacyjne      | O srebrny medal         | Klas. końcowa |
| Konkurencja            | 1/8                        | 1/4                   | 1/2                     | Przeciwnik I            | Miejsce       |
| ---------------------- | -------------------------- | --------------------- | ----------------------- | ----------------------- | ------------- |
| 82,5 kg styl klasyczny | Herman Kruusenberg (EST) Z | Frank Maichle (USA) Z | Claes Johansson (SWE) P | Edil Rosenqvist (FIN) P | 5.            |

## Letnie Igrzyska Olimpijskie 1924
| Konkurencja            | Rundy eliminacyjne       | Rundy eliminacyjne | Rundy eliminacyjne       | Klas. końcowa |
| Konkurencja            | Przeciwnik I             | Przeciwnik II      | Przeciwnik III           | Miejsce       |
| ---------------------- | ------------------------ | ------------------ | ------------------------ | ------------- |
| 82,5 kg styl klasyczny | František Tázler (CSK) P | Franz Sax (AUT) Z  | Calle Westergren (SWE) P | 9.            |